# Петропавловский собор (Петрозаводск)
Собор Святых Петра и Павла — утраченный православный храм в Петрозаводске. Находился на Соборной площади (сейчас площадь Кирова).

## История

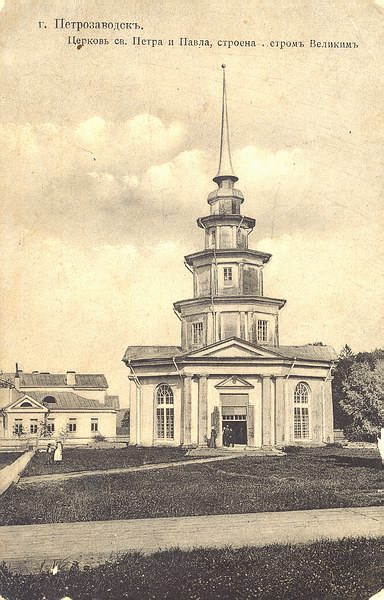
Петропавловский собор в Петрозаводске

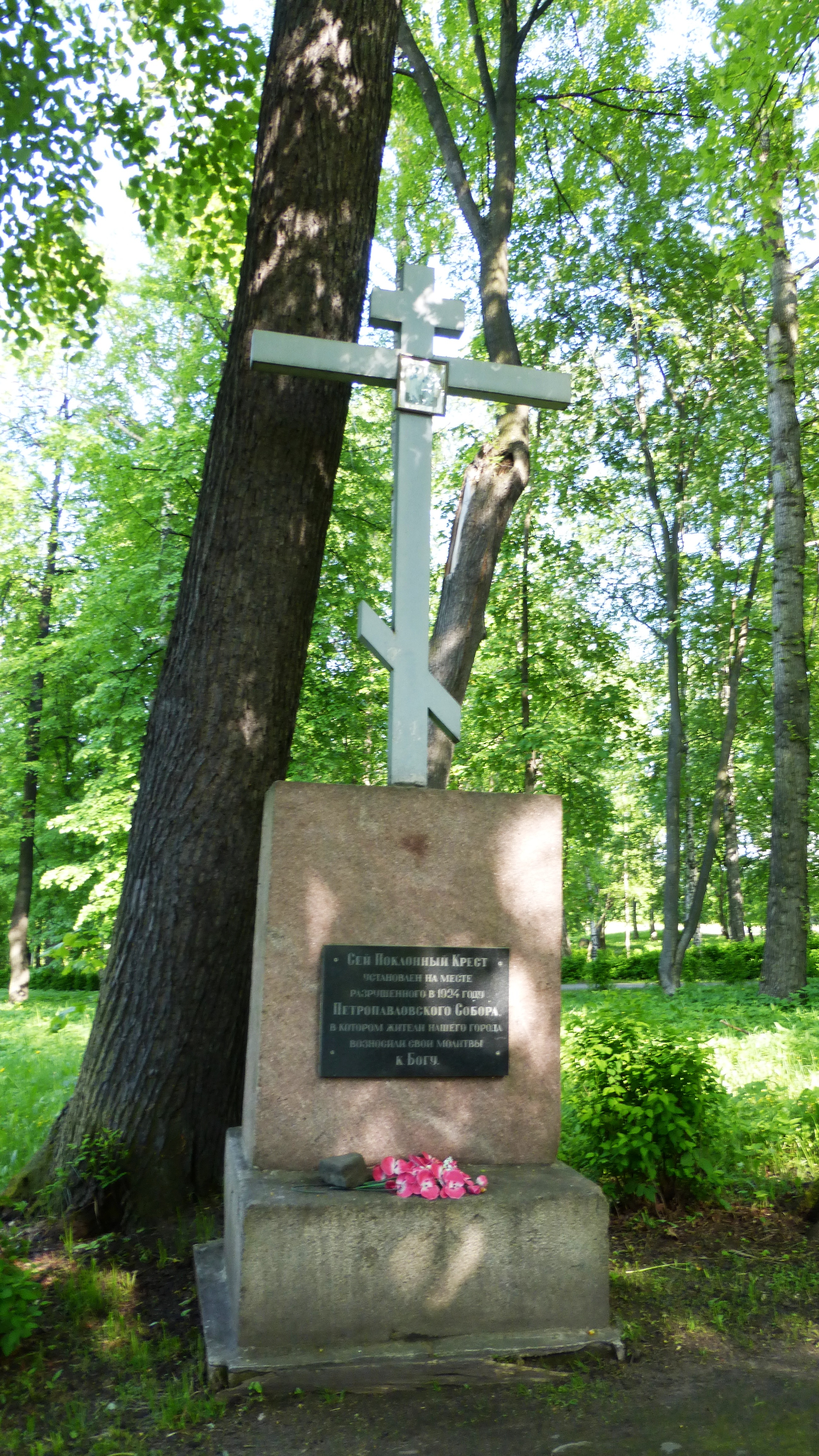
Поклонный крест, установленный на месте собора в 1996 году

Построен за счёт казны при Шуйском (Петровском) заводе в период с 1703 по 1711 год. В дальнейшем все расходы, связанные с содержанием церкви и её духовенства, осуществляла администрация Олонецких горных заводов.
Храм был деревянным, выполнен в европейском, «новоманерном» стиле и в общих чертах похож на Петропавловский собор в Санкт-Петербурге. Состоял из пяти ярусов с тёсовыми крышами. По периметру четырёх нижних ярусов были устроены балюстрады с деревянными перилами. Под шпилем с крестом ночью зажигался фонарь, служивший маяком находившимся на озере лодкам и судам.
Главный придел храма был освящён во имя святых апостолов Петра и Павла, два других размещались на хорах: на правой стороне придел во имя святого Алексия человека Божия, на левой — во имя святого благоверного Великого князя Александра Невского.
Древние иконы были переданы в собор из походной церкви императора Петра I.
Собор был холодным. Рядом была выстроена небольшая тёплая церковь, освящённая во имя Святого Духа и колокольня, служившая также часовой башней.
В 1820-х годах вокруг храма была сооружена ограда, у северных ворот — киот с иконой во имя Святителя Николая Чудотворца, у южных — над могилой почитаемого православными верующими города Фадея Блаженного, впоследствии перестроенный в часовню.
С образованием в 1828 году Олонецкой епархии собор приобретает статус кафедрального.
Собор неоднократно перестраивался — в 1772, 1789, 1829, 1872 годах.
В 1924 году вместе с находившимся рядом с ним собором во имя Воскресения Господня сгорел.
На месте сгоревших соборов было построено каменное здание Дома народного творчества со зрительным залом на 350 мест, разрушенное в годы Великой Отечественной войны. В дальнейшем на этом месте было построено одноэтажное кирпичное здание стрелкового тира.
В 1996 году на месте, где находился собор, установлен поклонный крест В память о соборах планируется строительство часовня-памятника во имя иконы Божией Матери «Державная».

## Приписные часовни
- Часовня над могилой Фаддея Блаженного. Построена в 1884 году.
- Часовня во имя Святого Николая Чудотворца, архиепископа Мирликийского над источником железистой воды на берегу Онежского озера. Построена в 1892 году по распоряжению Петрозаводской городской думы в честь цесаревича Николая Александровича.